# Perfume de Mulher (1974)
Profumo di donna (no Brasil e em Portugal, Perfume de Mulher) é um filme italiano de 1974 dirigido por Dino Risi.
O roteiro foi o mesmo usado por Martin Brest para a versão norte-americana de 1992, porém com final diferente e bem convencional.

## Sinopse
Jovem recruta é obrigado a acompanhar um capitão, cego e irascível, em viagem de Turim a Nápoles. O capitão, porém, que não deseja piedade nem tolera discordância, passa a criticar o comportamento do recruta.

## Elenco
- Vittorio Gassman  .... capitão Fausto Consolo
- Alessandro Momo  .... Giovanni Bertazzi ("Ciccio")
- Agostina Belli  .... Sara
- Moira Orfei  .... Mirka
- Franco Ricci  .... Raffaele
- Elena Veronese  .... Michelina
- Lorenzo Piani
- Stefania Spugnini  .... Candida
- Torindo Bernardi  .... Vincenzo
- Marisa Volonnino  .... Ines
- Carla Mancini
- Alvaro Vitali  .... Vittorio

## Prêmios e indicações
Festival de Cannes (1975)
- Vencedor: melhor ator (Vittorio Gassman)
- Indicado: melhor diretor

César (1976)
- Vencedor: Melhor filme estrangeiro

Oscar (1975)
- Indicado nas categorias

Melhor roteiro adaptado
Melhor filme estrangeiro